# 值
在數學中，值（value）或數值可能指幾個密切相關的概念。最常見的用法就是用具體的數目表示一個數的多少。
值一般而言是數值的簡稱。
一般而言，數學中所指的值是可以被確定的数学对象（這意味著值不一定是「數」值，可能是其他数学对象）。
在初等數學中，值通常是一個數。舉例來說，一個實數的值，如圓周率的值約為3.14159、或者一個整數，如42是一個值。值也可以視為一個數的一種屬性，例如圓周率這個數，其具有屬性「值」，約為3.14159。
變數、常數、數學表達式或其他数学对象都可以存在值。
然而有些數學表達式的值無法被確定或者有爭議，例如0的0次方和除以零的相關表達式，這些表達式通常稱為不定式、
或者計算極限時左極限不等於右極限的函數值，也無法確定其值，這些数学对象通常稱為未定義點或奇點。
與值類似的概念是量，但差別在量總是非負，而值則無此限制。

## 定義
在不同前後文描述中，值有不同的定義：
- 變數或常數的值是指分配給它的任何數或其他数学对象。
- 數學表達式的值是當該表達式中的變數或常數被賦值時，該表達式所描述的計算結果。[8]
- 函數的值是假定函數的參數被給定或分配值時，函數對於該的參數值的量。[9][10]
例如，如果函數 f 定義為 f(x) = 2x2 – 3x + 1，則若將其參數x給定數值3，則函數的值就是10，這是因為 f(3) = 2·32 – 3·3 + 1 = 10。

如果變數、表達式或函數中所使用的值都是實數，則稱為實值。同理，如果變數、表達式或函數中所使用的值有是複數，則稱為複值。

## 外部連結
- 埃里克·韦斯坦因. . MathWorld.